# Easy Going
Pour plus de détails, voir Fiche technique et Distribution.
Easy Going est un film américain réalisé par Richard Thorpe, sorti en 1926.

## Synopsis
Bud Steele, un avocat de l'Est, part en vacances dans les montagnes de l'Ouest. Il y rencontre Caroline Wells, une héritière qui subit les avances d'Edward Hurley, un coureur de dot. Hurley prévoit un faux kidnapping, avec l'intention d'arriver à temps pour sauver Caroline et ainsi passer pour un héros. Mais c'est Bud qui arrive le premier pour venir à son secours. Plus tard, Hurley essaie d'impliquer Bud dans un meurtre, mais Caroline intervient et justice est rendue.

## Fiche technique
- Titre original : Easy Going
- Réalisation : Richard Thorpe
- Scénario : Betty Burbridge
- Production : Lester F. Scott Jr.
- Société de production : Action Pictures
- Société de distribution : Weiss Brothers Artclass Pictures
- Pays de production :  États-Unis
- Langue originale : anglais
- Format : noir et blanc — 35 mm — 1,37:1 — Film muet
- Genre : Western
- Durée : 5 bobines - 1 495 m
- Date de sortie :
  - États-Unis : 22 mai 1926

## Distribution
- Buddy Roosevelt : Bud Steele
- Alma Rayford : Caroline Wells
- Frederick Lau : Edward Hurley
- Robert Walker
- Edward Heim
- Charles Colby
- Boby Martinez